# Neidhart von Reuental
Pour les articles homonymes, voir Neidhart.
Neidhart von Reuental, ou simplement appelé Neidhart, est un poète lyrique de langue allemande de la première moitié du XIIIe siècle et un des représentants majeurs du genre lyrique du Minnesang.
On connaît de lui 132 chants dont 55 avec une mélodie, même si dans le détail il est ardu de distinguer dans les strophes qui ont été conservées, celles qui ont été composées par Neidhart et celles qui l'ont été plus tard à sa manière, les pseudo-Neidhart.
Les nombreuses copies manuscrites de ses poésies attestent le succès et la large diffusion de son œuvre jusqu'aux XVe et XVIe siècles.

## Vie
Il se qualifie lui-même de chevalier (en allemand : Ritter). Il est probablement originaire de Bavière, naît vers 1180 et meurt avant 1247. Wolfram von Eschenbach le nommant Neidhart dans un passage de son œuvre épique Willehalm datant d'avant 1217, Neidhart est déjà célèbre à cette période. En se basant sur les toponymes contenus dans ses chants, il est possible de situer ses débuts dans une zone géographique comprise entre la Bavière et Salzbourg où l'archevêque de Salzbourg Eberhard von Regensberg a pu être l'un de ses mécènes. L'un d'eux est en tout cas le duc Frédéric II qui règne à partir de 1230 et qui cède à Reinhart une maison à l'ouest de Vienne. Les valets de ferme qui apparaissent dans ses chants sont dits venant du Tullnerfeld, une plaine fluvio-glaciaire aussi située à l'ouest de Vienne.
L'origine de son nom et son lieu de naissance n'ont pu être tirés au clair. Dans les manuscrits médiévaux, il est « Nithart » dans le chansonnier de Weingarten, « Nithart » dans le Codex Manesse, « Maître Neithart » (Hss. R, c), « Nythardus » (Hs. fr). Les auteurs de langue moyen-haut allemande (mha) ne le citent que par un nom unique, « Nithart ».
Si on ne peut aller jusqu'à considérer le nom et le surnom du poète comme imaginés, il reste que le nom de personne Nithart et le toponyme Reuental sont fortement connotés. Les chants y font directement allusion : en moyen-haut allemand, nîthart renvoie à une personne implacable et forte dans la jalousie et la haine ; le surnom von Reuental (mha riuwe : tourment, plainte, douleur / tal : vallée) est le lieu d'origine ironique du protagoniste chevaleresque : sa vallée de larmes.

## Œuvre et influence

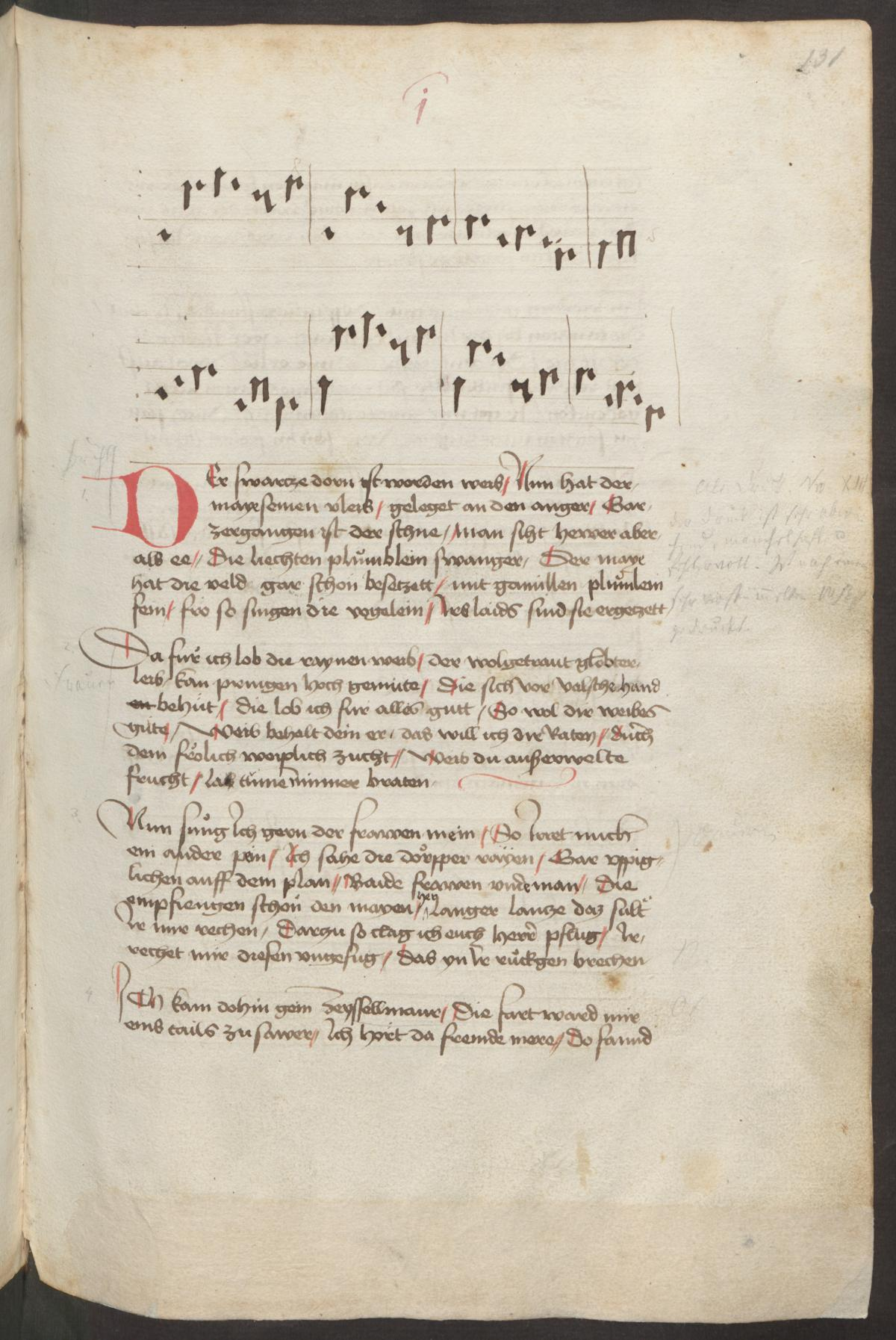
Texte et mélodie de la chanson "The Black Thorn" de Neidhart von Reuental.

Neidhart est le fondateur de la Dörperliche Poesie, une variante du Minnesang que le philologue Karl Lachmann qualifie de « poésie villageoise courtoise » au sens où les chants mettent en scène de façon humoristique des villageois aux amours grossières se comportant comme à la cour. Les chants de Neidhart, comme de la Dörperliche Poesie, sont rangés en Chants d'été et Chants d'hiver. Près de 200 chants portent sa signature mais on considère qu'un tiers ne sont pas de lui.
Le personnage central est généralement le Chevalier de Riuwental (Ritter von Riuwental). Le poète dépeint la confrontation de deux mondes, celui de l'amour courtois et celui souvent triste de la vie villageoise. Sous la forme humoristique pointe dans les chants une critique sociale de l'immuabilité du monde.
Les deux types de chants dans ses écrits sont :
les Chants d'été sont de simples caroles avec l'amour courtois pour thème. Le chevalier est le soupirant qui apparaît dans la danse villageoise, y cherche la faveur d'une paysanne et doit se confronter aux jeunes rivaux du village. Les dialogues chantés des paysannes (fille et mère, femme âgée, amies) concernent la manière de s'attirer les faveurs du chevalier. L'action est représentée de façon parodique en contraste avec la poésie courtoise ;
les Chants d'hiver sont des canzone, une forme strophique de poésie lyrique, qui décrivent la danse et le jeu dans l'auberge. Le Je lyrique est le soupirant sans succès, son intérêt pour les filles du village aboutit à la confrontation avec les garçons où l'on en vient souvent aux menaces et aux mains.
L'œuvre de Neidhart aborde des sujets variés, dont les croisades : on y dit le mal du pays, la peur de ne pas revenir, et on s'y demande s'il ne vaudrait mieux pas rester chez soi que partir batailler au loin. Faire la cour est également décrit dans ses formes les plus diverses, on a même dans un poème, Ez verlos ein ritter sîne scheide, un renversement de la situation classique où le chevalier subit les avances d'une femme délaissée et ne voit d'autre solution que la fuite.
En raison de sa renommée, Neidhart devient lui-même un des protagonistes de chants composés à sa manière, ainsi un neidhart finit par désigner ce genre poétique. C'est sous le titre Neithart Fuchs (de) (litt. Neidhard le Renard) qu'une comédie (un Schwank) apparaît vers 1491. Les variantes des Neidharte dont on dispose permettent de dire que Neidhart était la vedette de son époque : il est « peut-être celui qui a le plus de succès, mais certainement l'auteur lyrique qui a eu la plus grande influence dans l'espace germanophone médiéval. Il est le seul auteur lyrique à avoir surmonté le tournant technologique que représente l'invention de l'imprimerie ».
La matière créée par Neidhart est reprise dans des comédies, des gravures, des fresques, des reliefs. Sa poésie lyrique permet à la recherche moderne d'avoir une vue de la structure de la société médiévale et d'évolutions à venir, les comédies qui en sont issues permettent, elles, une approche du ressort comique au Moyen Âge tardif.

## Documents conservés
Les textes nous sont parvenus par divers documents :
- le manuscrit Carmina Burana
- le manuscrit de Riedegger, (fol. 48r–62r), à la Bibliothèque d'État de Berlin (R)
- le Codex Manesse (C)
- la Kleine Heidelberger Liederhandschrift (A)
- la collection Neidhart (fol. 131r–269r) (c)

### Textes et mélodies
- Siegfried Beyschlag (Hg.): Die Lieder Neidharts: der Textbestand der Pergament-Handschriften und der Melodien, Text und Übertragung, Einführung und Worterklärungen, Edition der Melodien von Horst Brunner, Darmstadt 1975  (ISBN 3-534-03592-5)
- Reinhard Bleck: Neidhart: Leben und Lieder, (=Göppinger Arbeiten zur Germanistik; Band 700), Göppingen 2002  (ISBN 3-87452-950-9)
- Die Lieder Neidharts, herausgegeben von Edmund Wießner, fortgeführt von Hanns Fischer, 5., verbesserte Auflage hg. von Paul Sappler, mit einem Melodienanhang von Helmut Lomnitzer, (=Altdeutsche Textbibliothek; Band 44), Tübingen 1999  (ISBN 3-484-20144-4) oder  (ISBN 3-484-21144-X)
- Lieder: Auswahl mit den Melodien zu neun Liedern; mittelhochdeutsch/neuhochdeutsch / Neidhart von Reuental, (=Reclams Universal-Bibliothek; Nr. 6927), Übersetzt und hrsg. von Helmut Lomnitzer, Stuttgart 1993  (ISBN 3-15-006927-0)
- Herr Neidhart diesen Reihen sang: die Texte und Melodien der Neidhartlieder mit Übersetzungen und Kommentaren, herausgegeben von Siegfried Beyschlag und Horst Brunner, (= Göppinger Arbeiten zur Germanistik; Band 468), Göppingen (Kümmerle Verlag) 1989.
- Neidhart-Lieder. Texte und Melodien sämtlicher Handschriften und Drucke, herausgegeben von Ulrich Müller, Ingrid Bennewitz, Franz Viktor Spechtler, Band 1: Neidhart-Lieder der Pergament-Handschriften mit ihrer Parallelüberlieferung, Band 2: Neidhart-Lieder der Papier-Handschriften mit ihrer Parallelüberlieferung, Band 3: Kommentare zur Überlieferung und Edition der Texte und Melodien in Band 1 und 2, Erläuterungen zur Überlieferung und Edition, Bibliographien, Diskographie, Verzeichnisse und Konkordanzen, Berlin (de Gruyter) 2007.

## Supports audio
- Kummer, E., "Lieder und Reigen des Mittelalters - Neidhart von Reuental", Pan-Verlag, Wien 1986. (LP Nr. 117 001)
- ensemble für frühe musik augsburg, "Neidhart von Reuental", Christophorus, Heidelberg 1991. (CD 77108)
- Ensemble Tourdion & Manfred Kamfert, "Her Nîthart hât gesungen - Lieder von Liebe und Spott", 1998.
- Ensemble Leones, "Neidhart: A Minnesinger and His 'Vale of Tears'. Songs and Interludes", NAXOS, Hongkong 2011. (CD 8.572449)